# Rio de la Soledad
Rio de la Soledad är en ort i Mexiko.   Den ligger i kommunen Mineral de la Reforma och delstaten Hidalgo, i den sydöstra delen av landet, 90 km nordost om huvudstaden Mexico City. Rio de la Soledad ligger 2 458 meter över havet och antalet invånare är 1 436.
Terrängen runt Rio de la Soledad är kuperad åt nordost, men åt sydväst är den platt. Runt Rio de la Soledad är det mycket tätbefolkat, med 1 135 invånare per kvadratkilometer. Närmaste större samhälle är Pachuca de Soto, 2,2 km väster om Rio de la Soledad. Omgivningarna runt Rio de la Soledad är i huvudsak ett öppet busklandskap.